# Srednjoamerički obrambeni savjet
Srednjoamerički obrambeni savjet (eng. Central American Defense Council, špa. Consejo de Defensa Centroamericana, CONDECA), bio je vojno-sigurnosni savez država kojim su se nastojali suzbiti ljevičarski revolucionarni pokreti u Srednjoj Americi.
Savjet je osnovan 1965. godine u Guatemali. 
Članice savez bile su: Gvatemala, Honduras, Nikaragva i Salvador. Savez danas više ne djeluje. 